# Jeanne-Philiberte Ledoux

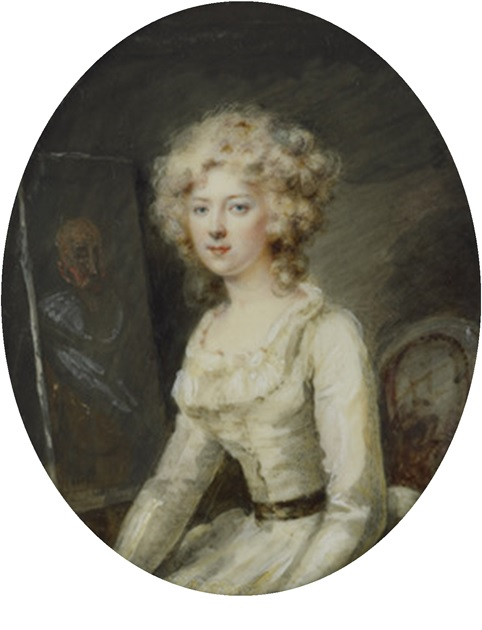
Jeanne-Philiberte Ledoux, von Peter Adolf Hall, Wallace Collection, London

Jeanne-Philiberte Ledoux (auch: Le Doux; * 1767 in Paris; † 12. Oktober 1840 in Belleville, heute Paris) war eine französische Porträt- und Miniaturmalerin, die auf Mädchen- und Kinderporträts spezialisiert war.

## Leben und Werk
Ledoux war die Schülerin von Jean-Baptiste Greuze und blieb in ihrem Stil weitestgehend dem 18. Jahrhundert verhaftet.
In den Jahren 1793 bis 1819 stellte sie regelmäßig im Pariser Salon Bildnisse vor allem junger Mädchen und Kinder aus. Ein Einfluss von Peter Adolf Hall, der ebenfalls Miniaturen malte, darunter ein Porträt Ledoux’, ist in einigen ihrer Arbeiten zu erkennen.

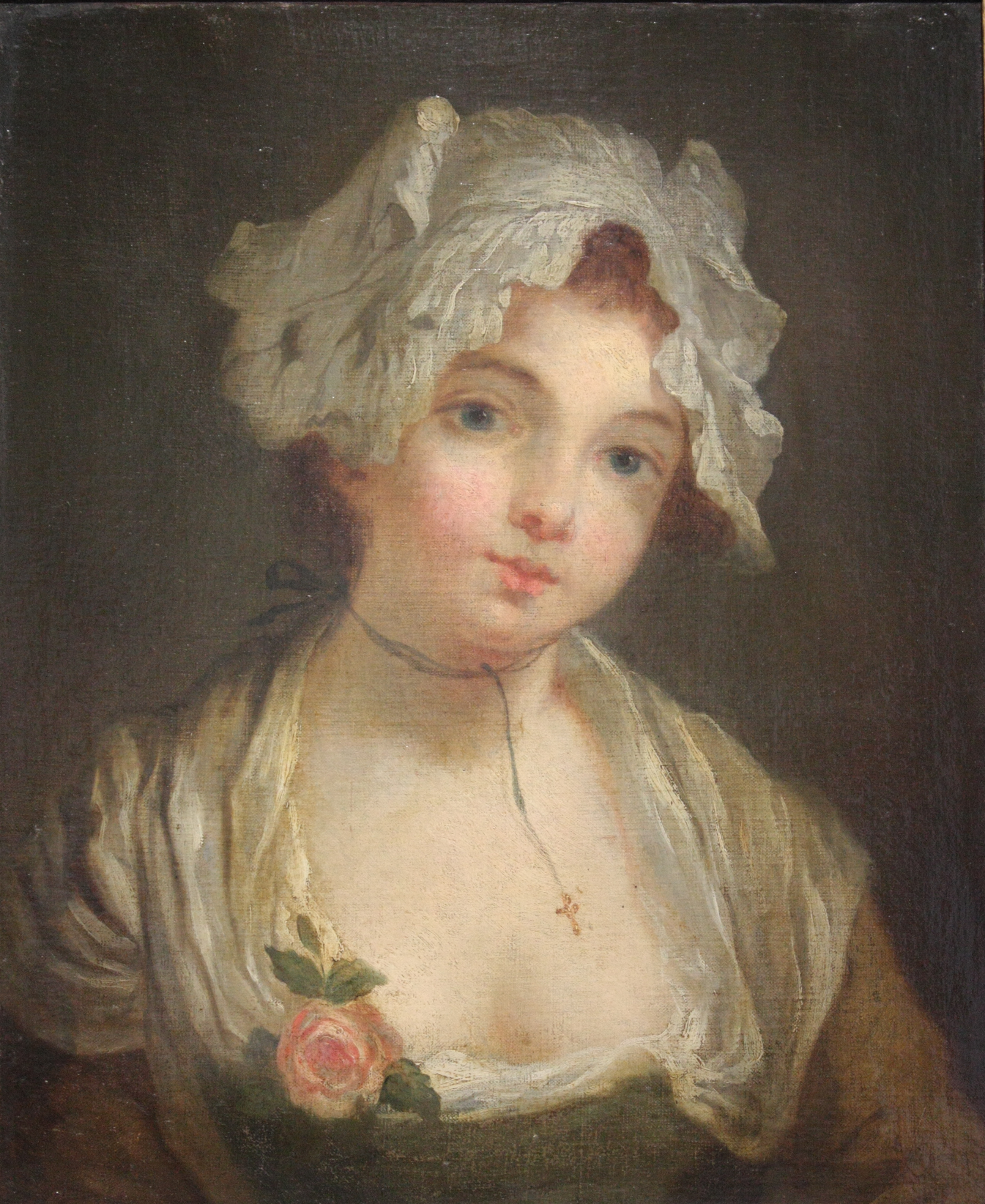
Buste de Jeune fille
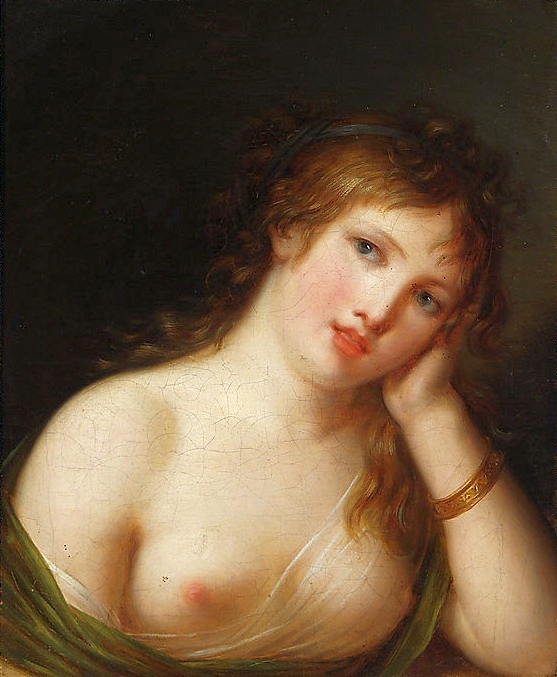
Porträt einer jungen Frau
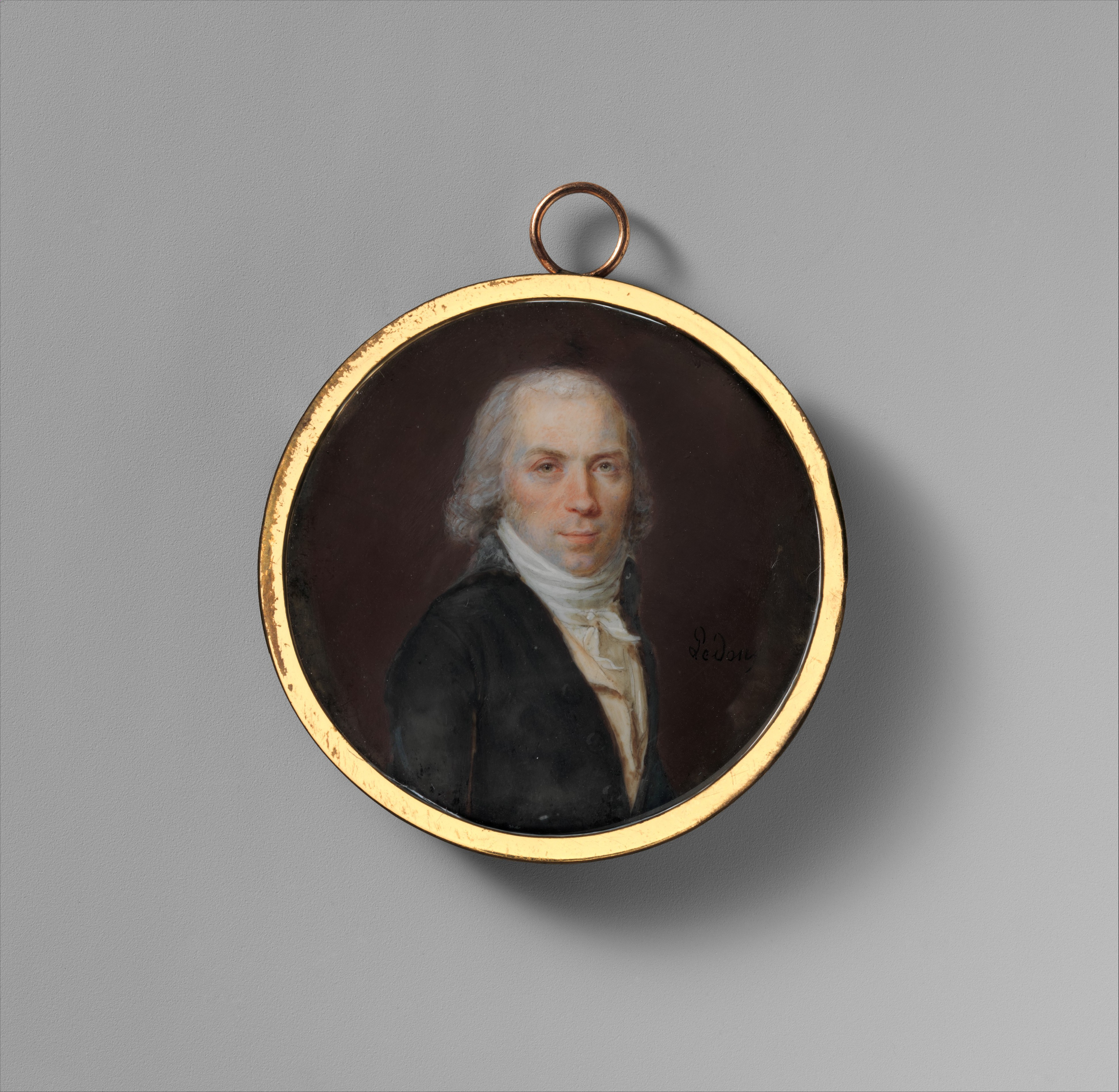
Portrait of a Man
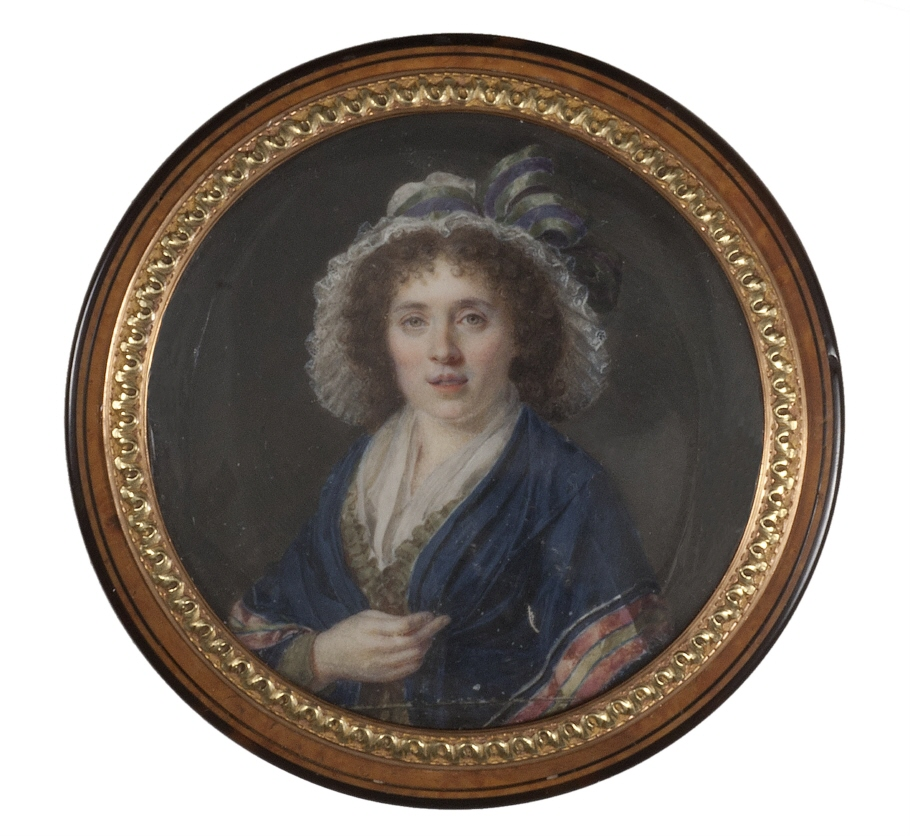
Unbekannte Dame
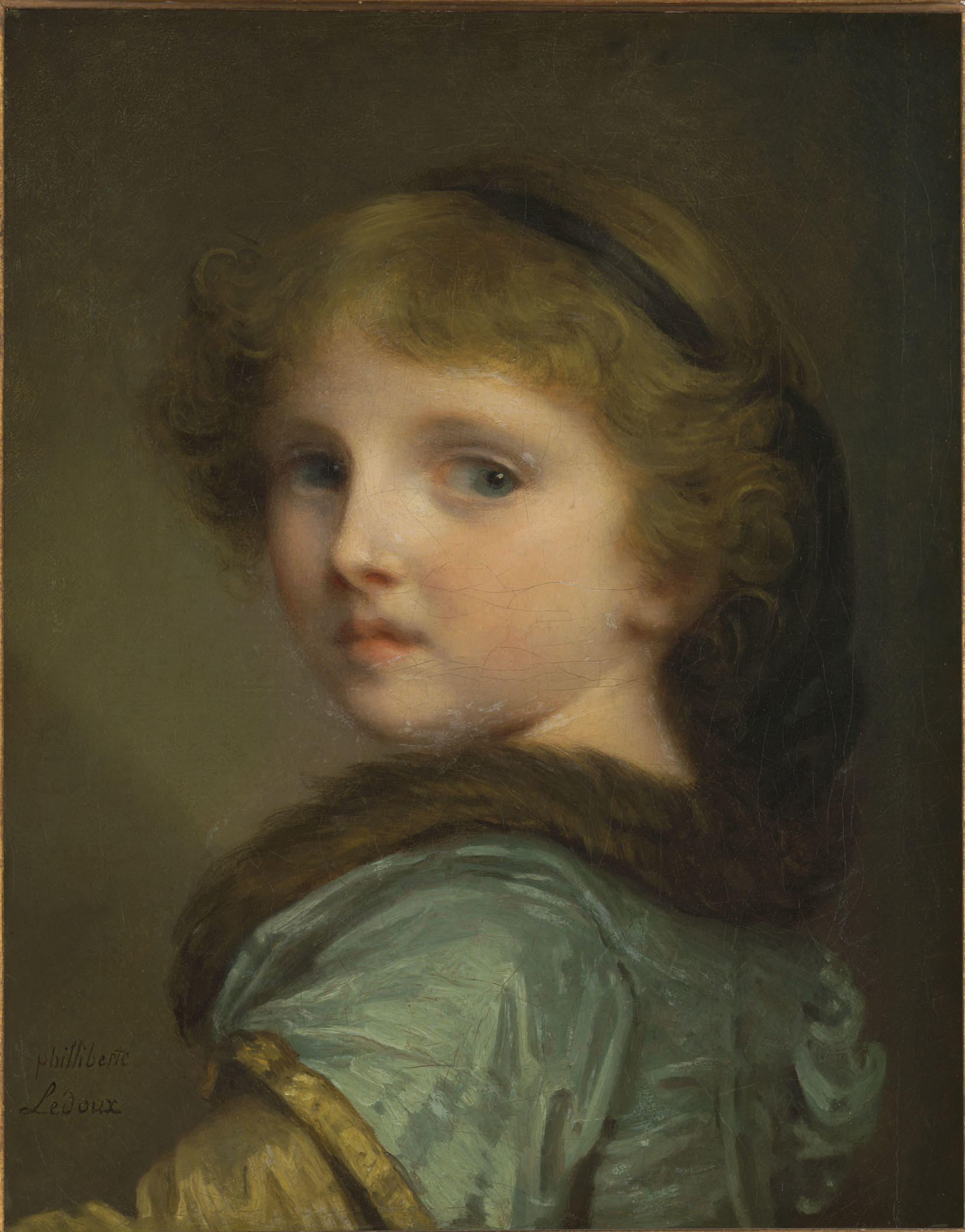
Büste eines jungen Mädchens

## Werke in öffentlichen Sammlungen (Auswahl)
- Porträt eines Mannes (Portrait of a Man); Metropolitan Museum of Art[4]
- Porträt einer jungen Frau (Portret młodej kobiety); Nationalmuseum Warschau, Polen[5]
- Porträt eines Mädchens (Retrato de niña); Museo Nacional de Bellas Artes', Argentinien[6]
- Büste eines Mädchens (Busto de niña); Museo Nacional de Bellas Artes', Argentinien[6]
- Büste eines jungen Mädchens (Buste de Jeune fille); Musée des beaux-arts de Pau, Frankreich[7]
- Unbekannte Dame (Okänd dam); Schwedisches Nationalmuseum[8]